# Същинска ехидна
Същинската ехидна (Tachyglossus aculeatus) е вид бозайник от семейство Ехидни (Tachyglossidae), единствен представител на род Tachyglossus.

## Разпространение и местообитание
Разпространен е в Австралия, Индонезия и Папуа Нова Гвинея.